# Ліпчинські
Ліпчинські — шляхетський рід, який належав до правобережної шляхти. Одна з його гілок мешкала в Заславському повіті (1812-1815 рр.). За майновим положенням Ліпчинських слід віднести до чиншової шляхти.
Родина Ліпчинських складалася з Юзефа Ліпчинського та його синів Цезарія (1869 р.н.), Марцелія, Петра. Дочки — Гонората, Мальвіна.